# Prinzessin Fantaghirò V
Prinzessin Fantaghirò V ist der fünfte und letzte Teil der Fantaghirò-Reihe aus dem Jahr 1996. Wieder übernahmen Lamberto Bava die Regie und Alessandra Martines die titelgebende Hauptrolle. Der Film wurde ursprünglich im Fernsehen als Zweiteiler ausgestrahlt. Von Fans wurde bemängelt, dass das Ende enttäuschend sei und der Serie nicht gerecht werde. Mit Alessandra Martines und Brigitte Nielsen haben nur zwei Schauspieler der vorherigen Filme eine Rolle.
Der Film wurde am 23. Dezember 1996 auf Canale 5 veröffentlicht.

## Handlung
Nachdem alle Kriege und Schlachten vorbei waren und das Böse endgültig besiegt schien, ritt Fantaghirò durch ihr Königreich um sich von allen Strapazen zu erholen. Nichts ahnend, dass ihr ein, das entscheidende, Abenteuer noch bevorstand.
Während sie auf der bunten Wiese Blumen pflückt, gerät ihr Pferd Goldmähne in Gefahr. Sie versucht es zu retten und wird dabei selbst von fünf unbekannten Räubern gefangen genommen. Sie landet in einer düster wirkenden Behausung und trifft auf die, die den Anschlag auf sie befohlen hatte – die schwarze Hexe, die um ihre dunklen Zauberkräfte bangt, da sie inzwischen durch ihre Hilfsbereitschaft Fantaghirò gegenüber so gut geworden ist, dass sie nur noch einen Ausweg sieht, ihre alten bösen Kräfte wieder zurückzuerlangen. Eine besonders boshafte Tat muss sie dazu vollbringen und offenbart Fantaghirò, dass sie sie am nächsten Morgen hinrichten will. Im Kerker der Hexe begegnet sie einem seltsamen Mann mit einem Gesicht aus Früchten. Er erzählt ihr von einer friedlichen Welt, in der keine Waffen benutzt und Kriege geführt werden – der Anderswo-Welt. Dort lebt die gute Hexe Asteria, die weissagt, dass bald nicht mehr die Menschen ihre Lebensmittel essen, sondern umgekehrt. Niemand glaubt ihr, auch Masala nicht, der mit seiner Mutter und seiner kleinen Schwester Ezela ebenfalls in dieser Welt lebt. Der mutige Junge sucht nach Abenteuern in seiner langweiligen Welt und entdeckt die Waffenkammer, in der alle Waffen von Anderswo versteckt sind, damit sie nie wieder benutzt werden. Als er mit einem Schwert die Höhle wieder verlässt trifft er auf einen geheimnisvollen Fremden, Aries, der dem jungen Kämpfen lehrt und dafür in Gefangenschaft genommen wird. Kurz danach werden die Menschen von einem heftigen Sturm überrascht. Im Himmel fliegt ein riesiges Schiff durch die Wolken und plötzlich erschienen seltsame Ritter, die, wie der Mitgefangene von Fantaghirò, ein Gesicht aus Früchten bestehend haben. Sie entführen die Eltern der Welt, während sich die Kinder, darunter Masala, Ezela und deren bester Freund Sarsut, mit Asteria in der Waffenkammer verstecken können. Dort erhoffen sie sich Hilfe durch die Wunschpflanze. Sie erfüllt die Wünsche der Kinder, indem sie ihre Gedanken liest und sich von ihnen ein Blatt auszupfen lässt. Auf der Suche nach dem perfekten Krieger, der die Menschen der Anderswo-Welt retten soll, wird sie schließlich fündig.
Währenddessen ist die schwarze Hexe knapp davor Fantaghirò mit einer Axt zu köpfen. Doch bevor sie dies tun kann, wird Fantaghirò von der Wunschpflanze geholt und verschwindet. Die Hexe wird um ihre Geisel beraubt und Fantaghirò ist gerettet und kommt in der Anderswo-Welt an. Dort wird sie von Asteria aufgeklärt, wie sie dorthin kommt und warum ihre Hilfe dringend benötigt wird.
Zur gleichen Zeit versucht der fremde Aries die Gefangen von dem vorher fliegenden Schiff zu befreien und wird selbst Gefangener des gefürchteten Namenlosen.
Dieser versucht, die Kinder der Welt zu seiner Galeone zu locken, was allerdings nicht funktioniert. Daher versucht er die Kinder anzulocken, indem er drei Väter der Welt und Aries am Galgen hängen lassen will. Doch dies kann durch Fantaghirò verhindert werden und die vier Todgeweihten können befreit werden.
Wieder in der Waffenkammer angekommen erfährt Fantaghirò von Asteria ihr bitteres Schicksal – sie wird nie wieder in ihre alte Welt zurückkehren können, da die Wunschpflanze, die sie vor der schwarzen Hexe gerettet hat, die letzte ihre Art ist und bereits alle ihre Blätter aufgebraucht hat. Neue Blätter können ihr allem Anschein nach aber nicht nachwachsen. Vollkommen verzweifelt über ihre Situation verliert Fantaghirò allen Mut und Kampfbereitschaft, um gegen den Namenlosen und seine Armee zu kämpfen.
Inzwischen erfährt Masala von dem geretteten Aries, dass er seine Mutter auf der Galeone gesehen und gesprochen hat.
Heimlich schleicht sich Masala dorthin und landet in der Kajüte des Namenlosen, der die Anwesenheit des jungen bemerkt, da er ihn riechen kann; er möchte die Kinder der Anderswo-Welt verspeisen und bemerkt den Duft von Masala. Dieser kann den bösen Mann sprichwörtlich an der Nase herumführen, wird schlussendlich jedoch trotzdem von ihm entdeckt und gefangen.
Um Fantaghirò von ihrem Heimweh zu erlösen, damit sie besser kämpfen kann, wendet Asteria einen Zauber an und lässt ihre Gedächtnissauger auf Fantaghiròs Kopf. Die Königin verliert dadurch zwar nicht ihr Gedächtnis, kann sich aber danach nicht mehr an die Gefühle erinnern, die sie für die Menschen aus ihrer Vergangenheit empfunden hat.
Gestärkt durch den Zauber macht sich Fantaghirò schließlich zur Galeone auf um den Namenlosen zu stellen und die Gefangenen zu befreien. Sie ist dem Namenlosen durch ihre guten Taten wohlbekannt und wird von ihm gefangen genommen. Sie erfährt von ihm, warum er in die friedliche Welt eingedrungen ist und die Kinder haben will; der Namenlose ist von hunderten Hexen und Hexern erschaffen worden um einen langen Krieg zu beenden, brachte jedoch den Feinden und auch denen, die ihn erschufen, den Tod. Er wurde aus einem Appalikanderbaum erschaffen und besteht demnach aus Holz. Er möchte allerdings ein richtiger Mensch aus Fleisch und Blut werden und sich dann selbst einen Namen geben. Diese Verwandlung allerdings kann nur das Verspeisen von jungen Kindern mit frischem Fleisch bewirken.
Er will die lästige Fantaghirò loswerden und sie mit einem Dolch erstechen, doch diese bringt ihn zu Fall und kann mit Masala fliehen.
Inzwischen verwandelt sich Asteria in eine gutaussehende Frau aus Fantaghiròs Vergangenheit, um endlich ihren Schwarm, den kriegerischen Gurdalak, aus seiner Versteinerung zu erlösen. Doch dieser interessiert sich auch für die neue Schönheit Asterias nicht, die die Gestalt der schwarzen Hexe angenommen hat, sondern flieht und bietet dem Namenlosen seine Dienste an. Ihm gelingt es die Kinder zu entführen und auf die Galeone zu bringen. Asteria berichtet Fantaghirò und Aries von dem Überfall und macht den Zauber, der Fantaghiròs Gefühle nahm, rückgängig, bevor sie von Gurdalaks Armee gefangen genommen wird. Fantaghirò, die sich in Aries verliebt hat, als er Ezela über den Tod ihrer Mutter hinwegtröstete, erwacht und will Aries sagen, ob sie bei ihm bleiben will. Doch bevor sie dies tun kann, werden sie von Gurdalak und seinem Heer angegriffen. Während Aries im Duell gegen Gurdalak kämpft, macht sich Fantaghirò auf zur Galeone. Dort wurden inzwischen fast alle Ritter des Namenlosen besiegt, nachdem sich der Herrscher selbst auf die Suche nach Ezela gemacht hat, die vor ihm geflohen ist. Asteria und Masala können die restlichen Gefangen befreien, während Aries Gurdalak besiegt, indem er ihn ins Wasser stößt. Da Gurdalak aus Metall ist, geht er unter und ertrinkt. Inzwischen folgt Fantaghirò den Hilferufen Ezelas, die von dem Namenlosen eingeholt worden ist. Sie gelangt zur alten Mühle, wo sie Ezela gefesselt vorfindet. Der Namenlose attackiert Fantaghirò, nachdem sie vergeblich versucht hat den Namenlosen mit Feuer zu bezwingen, doch das Holz, aus dem er gemacht ist, ist nicht brennbar. Schließlich stürzt Fantaghirò und wird fast von dem Namenlosen mit einer Axt erschlagen, kann jedoch wieder aufstehen und hält ein kaputtes Stuhlbein an den Körper des Namenlosen. Dieser kratzt sich und wendet sich von Fantaghirò und Ezela ab, in dem Stuhlbein befanden sich Holzwürmer, die sich nun durch den Körper des Namenlosen durchbeißen. Fantaghirò befreit Ezela und flüchtet ins Dorf, während der Namenlose komplett von den Holzwürmern verspeist wird. Das Böse ist besiegt und alle feiern ein großes Fest.
Ezela, die die Wunschpflanze vor einiger Zeit wieder eingepflanzt hat, möchte Fantaghirò überraschen, denn die Blätter sind tatsächlich nachgewachsen und sie kann nun wieder in ihre alte Welt zurück. Doch Fantaghirò hat sich bereits mit ihrem Schicksal abgefunden und möchte mit Aries glücklich werden und ein neues Leben beginnen. Ezela beobachtet den Kuss zwischen den beiden und wirft die Wunschpflanze weg, noch bevor Fantaghirò sie sehen konnte. Die Wunschpflanze sagt dann, während alle noch den Sieg über den Namenlosen feiern, dass sie sich, da keiner ihre Blätter abreißt und sich etwas wünscht, wünscht, von nun an mit allen zusammenbleiben zu können.